# Llagostera
Llagostera je obec v provincii Girona v autonomním společenství Katalánsko na severovýchodě Španělska. Žije zde přibližně 9 500 obyvatel.

## Geografie
Obec leží přibližně 15 km jihovýchodně od Girony a 10 km severozápadně od pobřeží Středozemního moře.

### Sousední obce
| Růžice kompasu |                     | Cassà de la Selva |                       | Růžice kompasu |
| Růžice kompasu | Caldes de Malavella | Sever             | Santa Cristina de Aro | Růžice kompasu |
| Růžice kompasu | Caldes de Malavella | Llagostera        | Santa Cristina de Aro | Růžice kompasu |
| Růžice kompasu | Caldes de Malavella | Jih               | Santa Cristina de Aro | Růžice kompasu |
| Růžice kompasu | Tossa de Mar        |                   |                       | Růžice kompasu |